# Авратинська височина
Авра́тинська височина́ (Авратинське узгір'я) — височина в Україні, окремий масив Подільської височини. Розташований у межах північно-східної частини Тернопільської області та західної частини Хмельницької області.

## Назва
Назва — від села Авратин, нині Волочиського району Хмельницької області, запроваджена російськими географами в 1 пол. XIX ст[джерело?]. і згодом розширена картографом А. Тілло на Волинську і східну частину Подільської височини. Нині назва Авратинська височина (Авратинське узгір'я) майже не вживається.

## Опис
Є вододілом між лівобережними притоками Дністра (Збруч, Смотрич, Ушиця), притоками Прип'яті (Горинь, у тому числі Случ) і верхів'ям Південного Бугу. Розташована в межах Збаразького, Підволочиського, Лановецького районів Тернопільської області та Волочиського району Хмельницької області, між Медоборами та Кременецькими горами. 
Поверхня слабохвиляста. Абсолютні величини сягають до 350 м. На території височини розташована велика кількість водних джерел. 

## Геологічні пам'ятки природи місцевого значення
- Буглівський стратотип
- Плейстоценові відклади

## Цікавинки
Авратинська височина є умовною точкою, де сходяться:
- три говори південно-західного наріччя української мови — волинський, подільський та наддністрянський.
- три історичні землі України — Волинь, Поділля та Галичина.
- вододіли Дніпра (притоки Прип'яті — Горинь і Случ), Дністра (лівобережні притоки Збруч, Смотрич, Ушиця) та Південного Бугу (верхів'я).

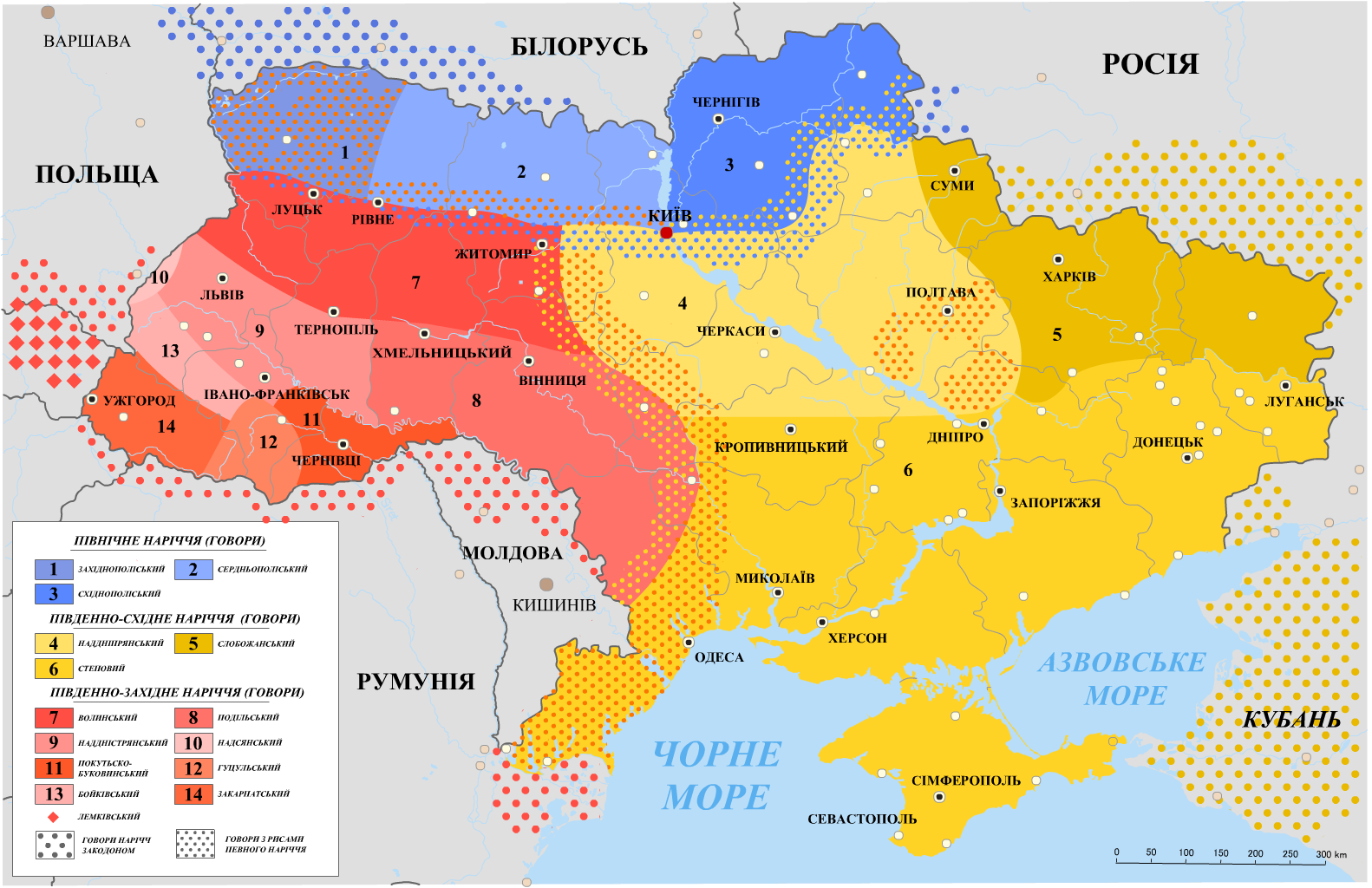
Три говори
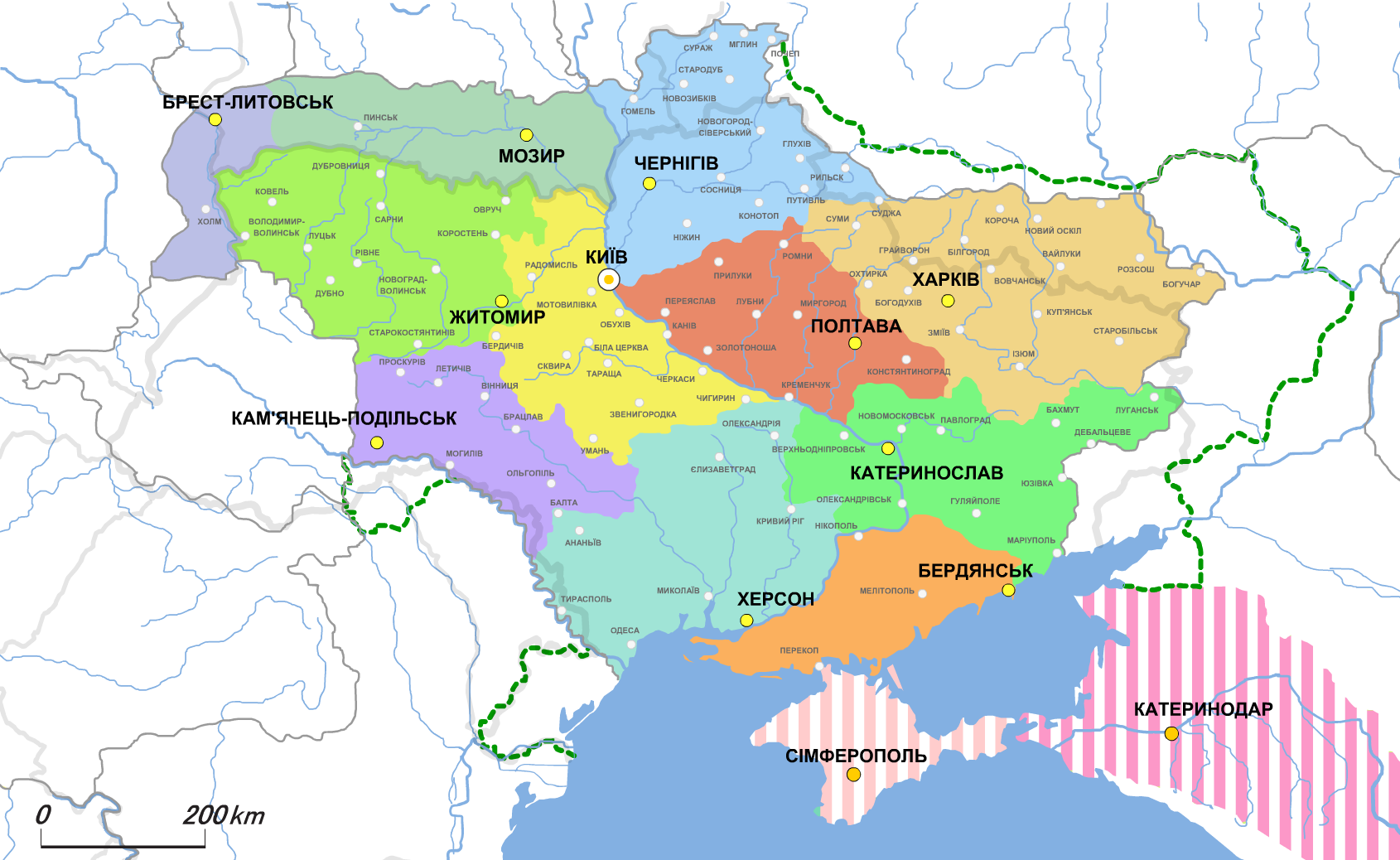
Три землі